# Bratnice
Bratnice este o localitate din comuna Ivančna Gorica, Slovenia, cu o populație de 16 locuitori. Regiunea face parte din fostul teritoriu istoric Carniola Inferioară, actuala Regiune Statistică a Sloveniei Centrale.
Numele datează înca din secolul al XIII - lea, atestat în surse scrise precum: "Brüdern" în 1250, "Ad fratres" în 1300, "Prätenicz" în 1420, și "Pruederen" în 1505.